# Buismast

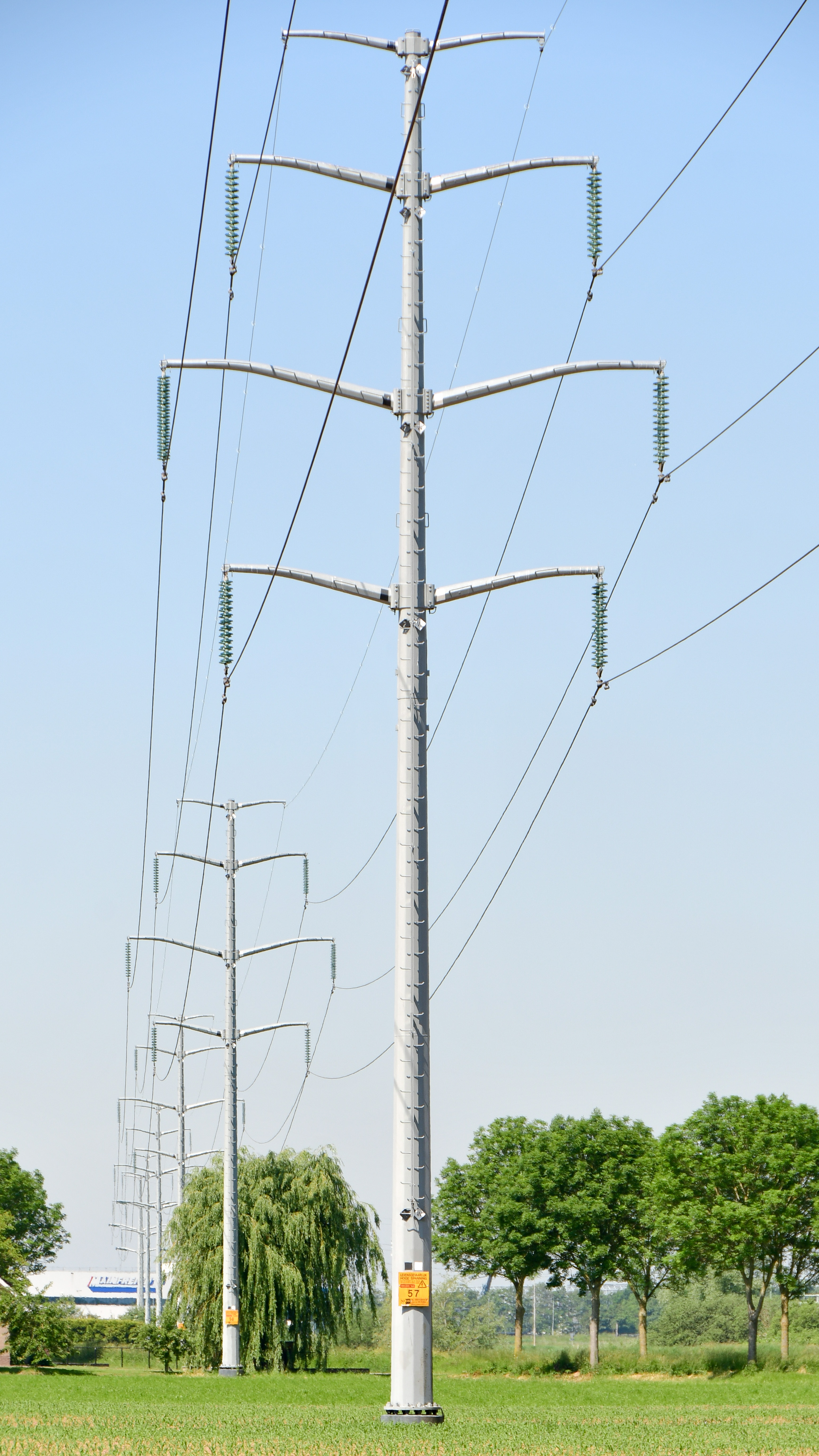
Buismasten ten oosten van Zaltbommel

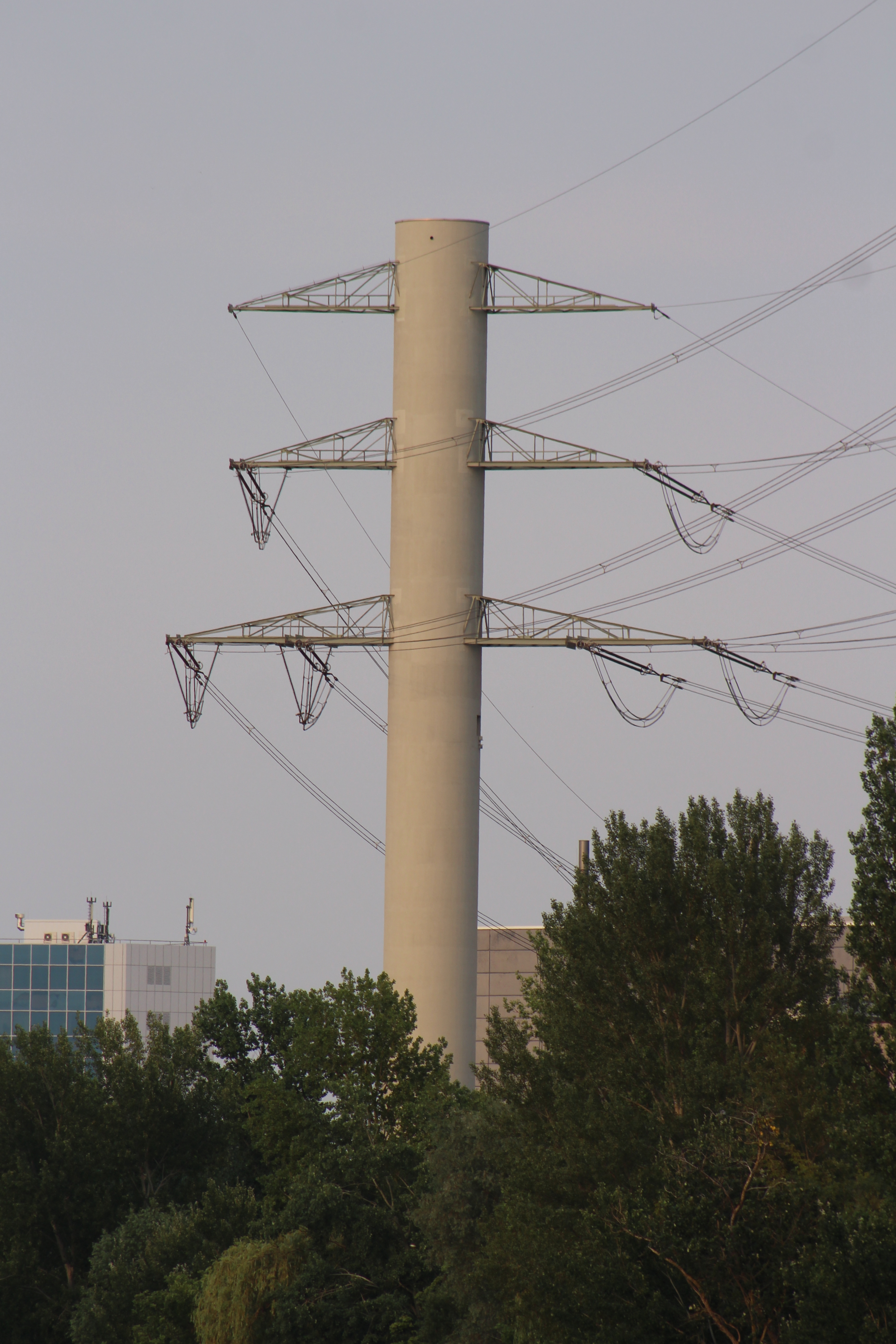
Er is ook een buismast van beton

Een buismast of kokermast is een bovengrondse mast met een gesloten metalen buis (rond of veelhoekig, licht of niet conisch) als mastlichaam. 
Buismasten maken samen met de vakwerkmast 99% uit van alle hoogspanningsmasten.
De masten worden vaak gemaakt van afzonderlijke holle stalen secties die op de plaats van installatie afgeleverd worden, en daar in elkaar gezet.
Het gewicht van buismasten is vergelijkbaar met of hoger dan dat van vergelijkbare vakwerkmasten.

## Verbreiding
In Duitsland en Oostenrijk worden stalen buismasten hoofdzakelijk opgericht voor middenspanningslijnen, maar ook voor hoogspanningslijnen met één of twee circuits voor bedrijfsspanningen tot 110 kV. 
In Nederland en Frankrijk worden stalen buismasten vaak gebruikt voor 380 kV-lijnen, in de VS ook voor 500 kV-lijnen. 
Bij aanleg van nieuwe lijnen met relatief hoge spanningen (zoals in Nederland het 380kV-koppelnet) kozen vanaf het midden van de jaren nul meerdere netbeheerders in West-Europa voor buismasten:
- Energinet (Denemarken): de Eaglemast[1]
- 50hertz Transmission (Duitsland): de  Compactline[2]
- Amprion (Duitsland): de Vollwandmast[3]
- RTE (Frankrijk): de Équilibre[4]
- Terna (Italië): de Germoglio[5]
- TenneT (Nederland): de Wintrack[6]
- National Grid (Verenigd Koninkrijk): de T-Pylon[7]

In april 2023 werd bekend dat Tennet in nieuw te ontwerpen hoogspanningslijnen geen Wintracks meer zal gebruiken.

## Voor- en nadelen
- Eenvoudige opbouw (bij kleinere types)
- Specialistische bedrijven zijn nodig voor productie van de buizen (bij grote types)
- Snelle opbouw van het mastlichaam
- Eenvoudiger te coaten / schilderen dan vakwerkmasten
- klein grondoppervlak nodig
- zwaar fundament nodig, vooral bij grotere types; daardoor ook ongeschikt voor bergachtige omgevingen
- zou moderner, mooier ogen en minder opvallend zijn dan vakwerkmasten - dit is omstreden[9][10]
- Kromtrekken of scheef staan kan erg opvallen
- Speciale voorzieningen zijn nodig om de mast in te klimmen
- Grote types zijn (veel) duurder dan vakwerkmasten

## Foto's

Buismasten
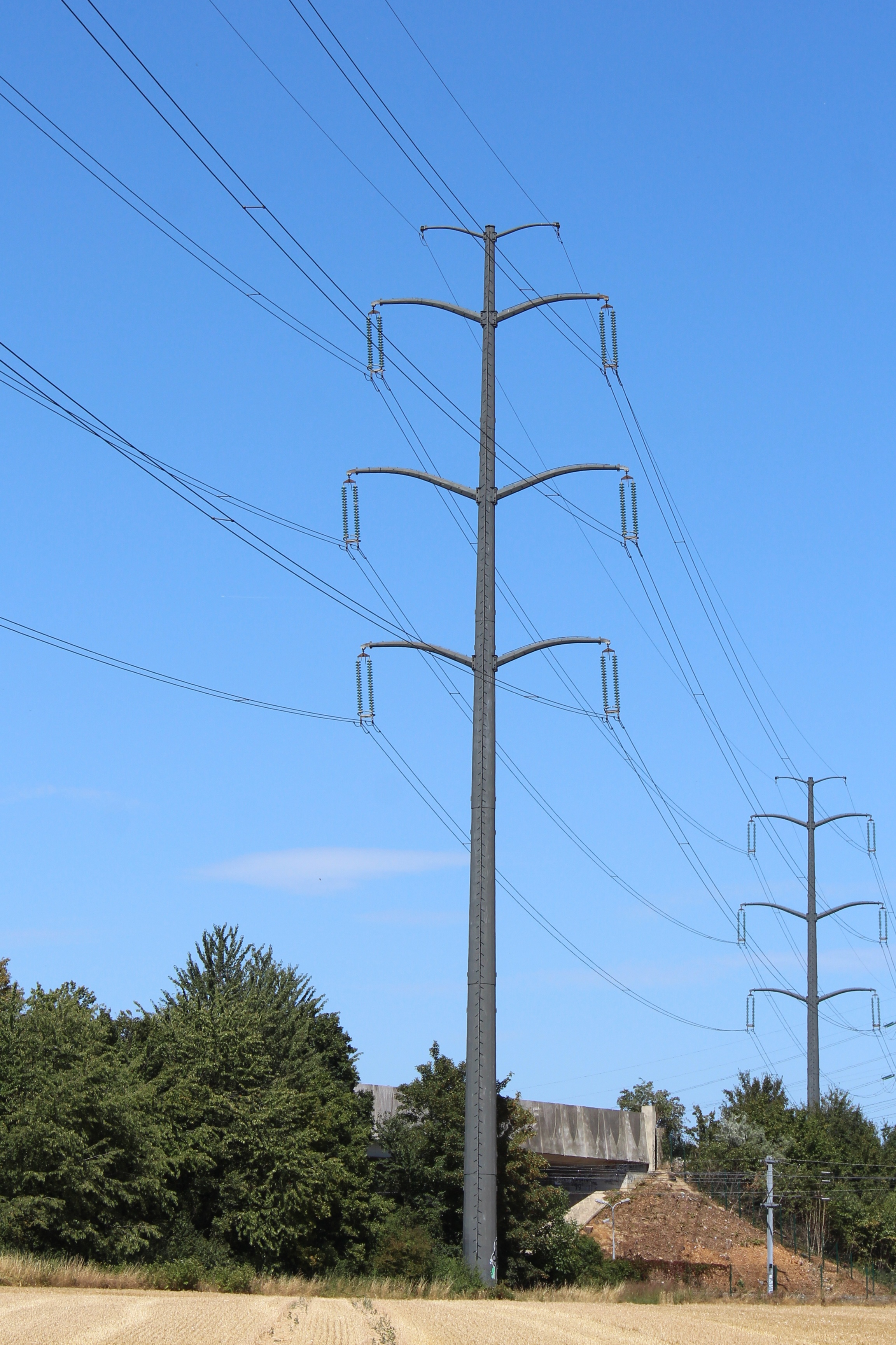
Muguet, Frankrijk, 2 x 400kV
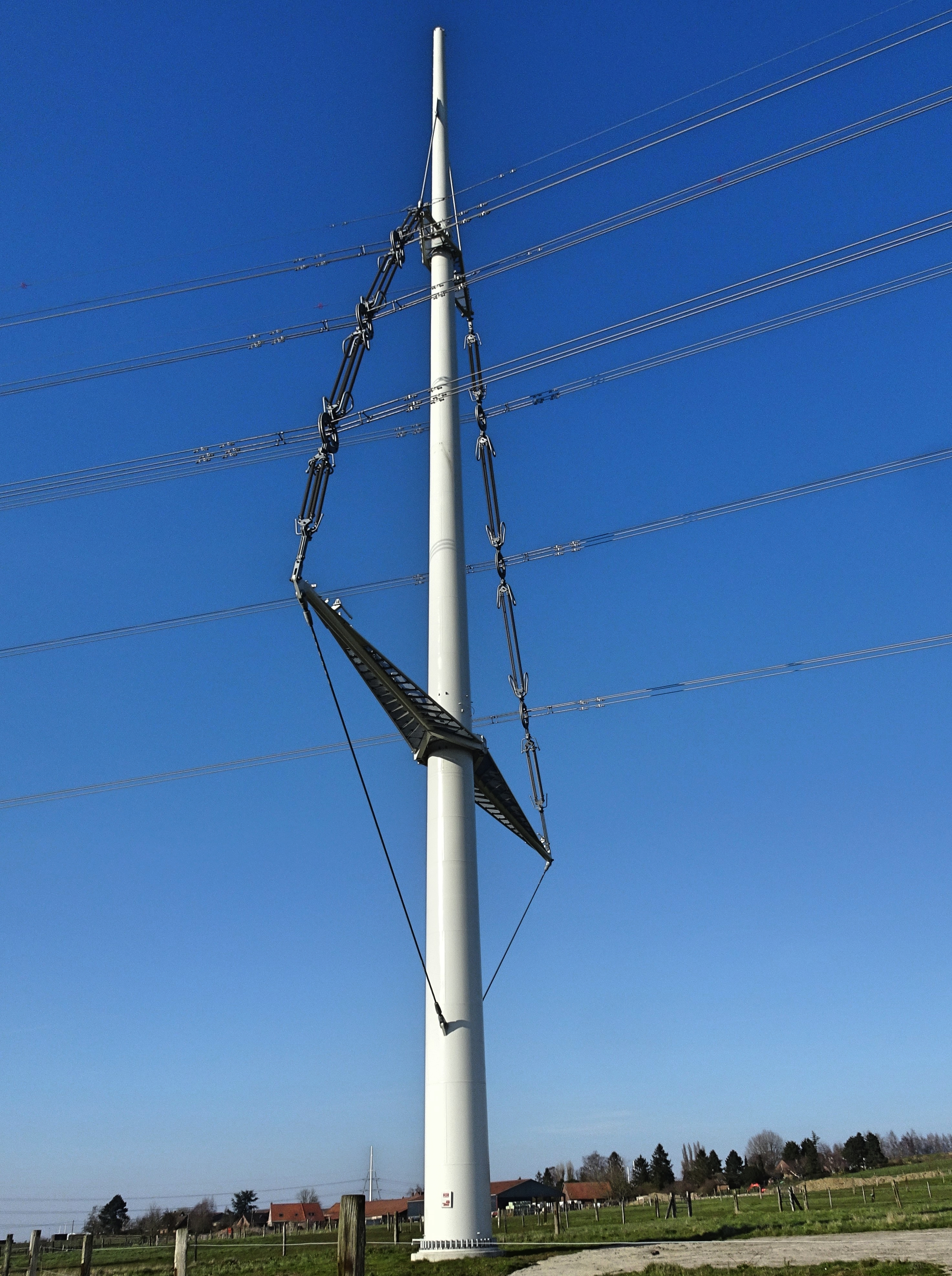
Équilibre, Frankrijk, 2x 400kV
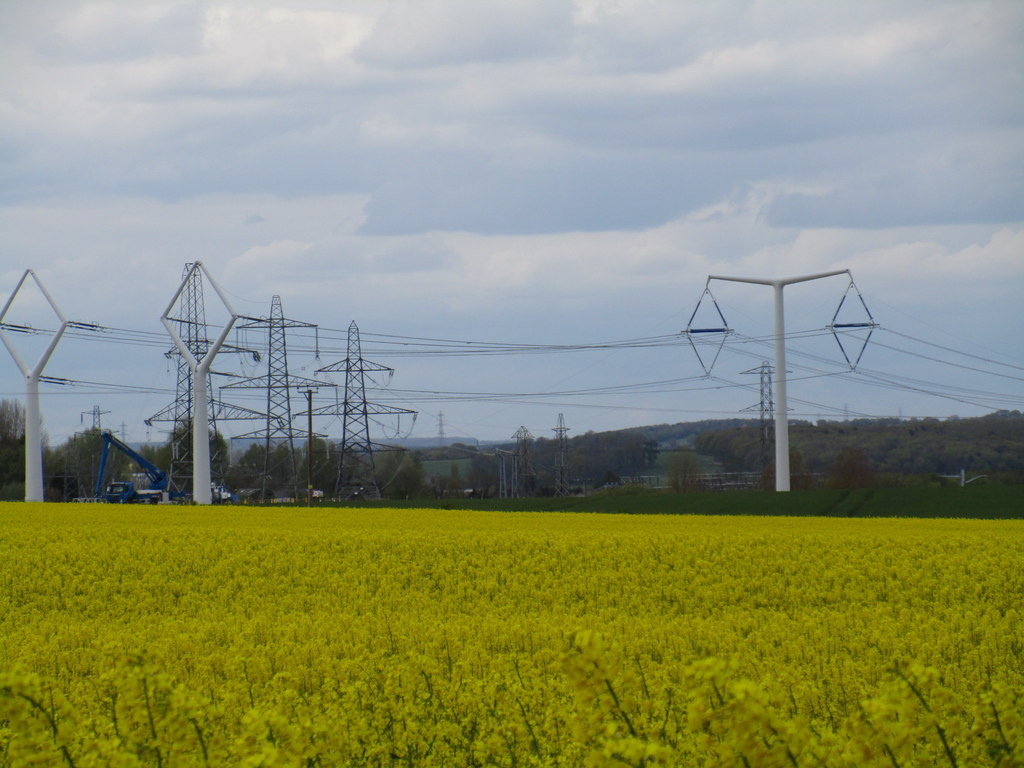
T-mast, Engeland
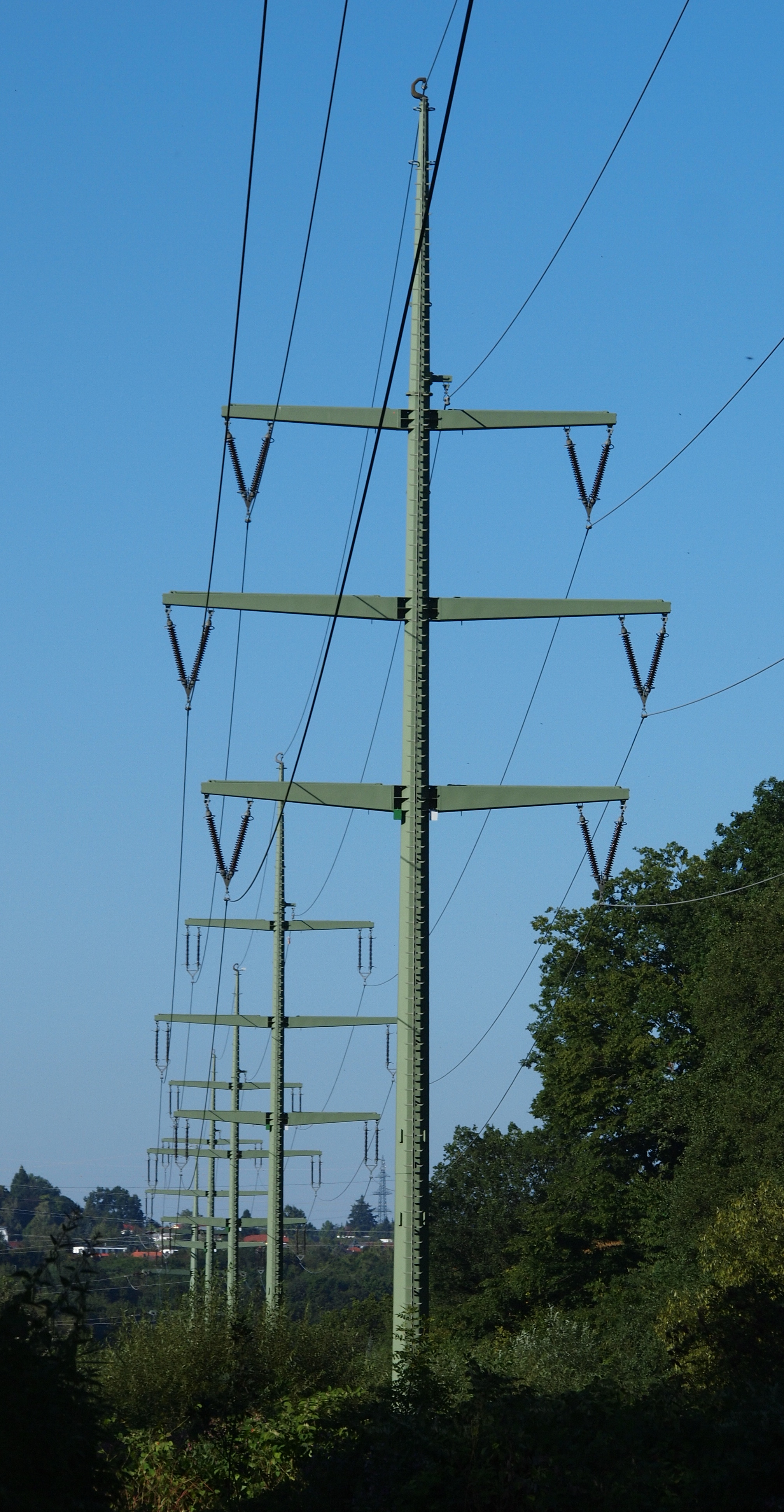
Tonmasten, Duitsland, 110kV
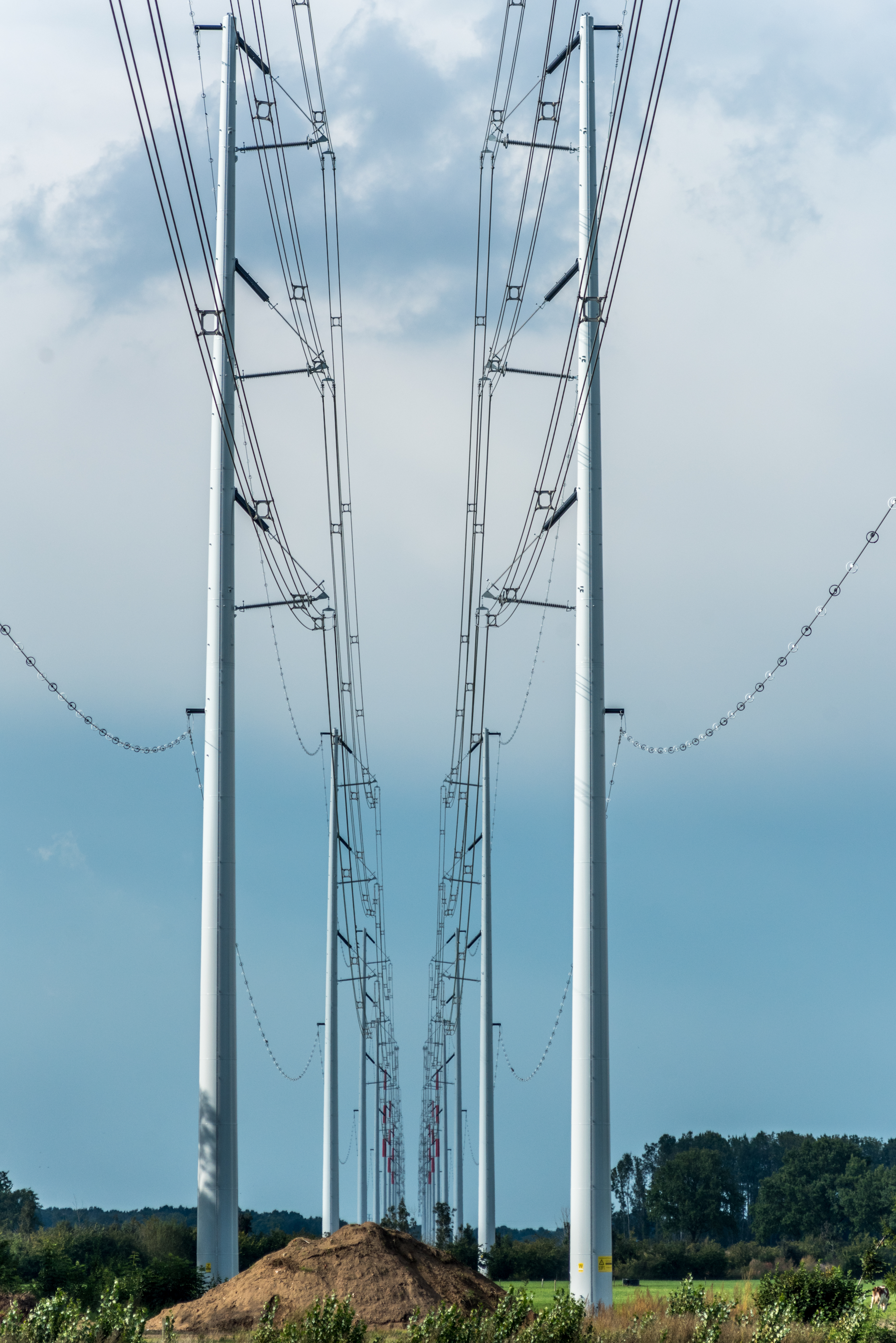
Wintracks, Nederland, 380kV
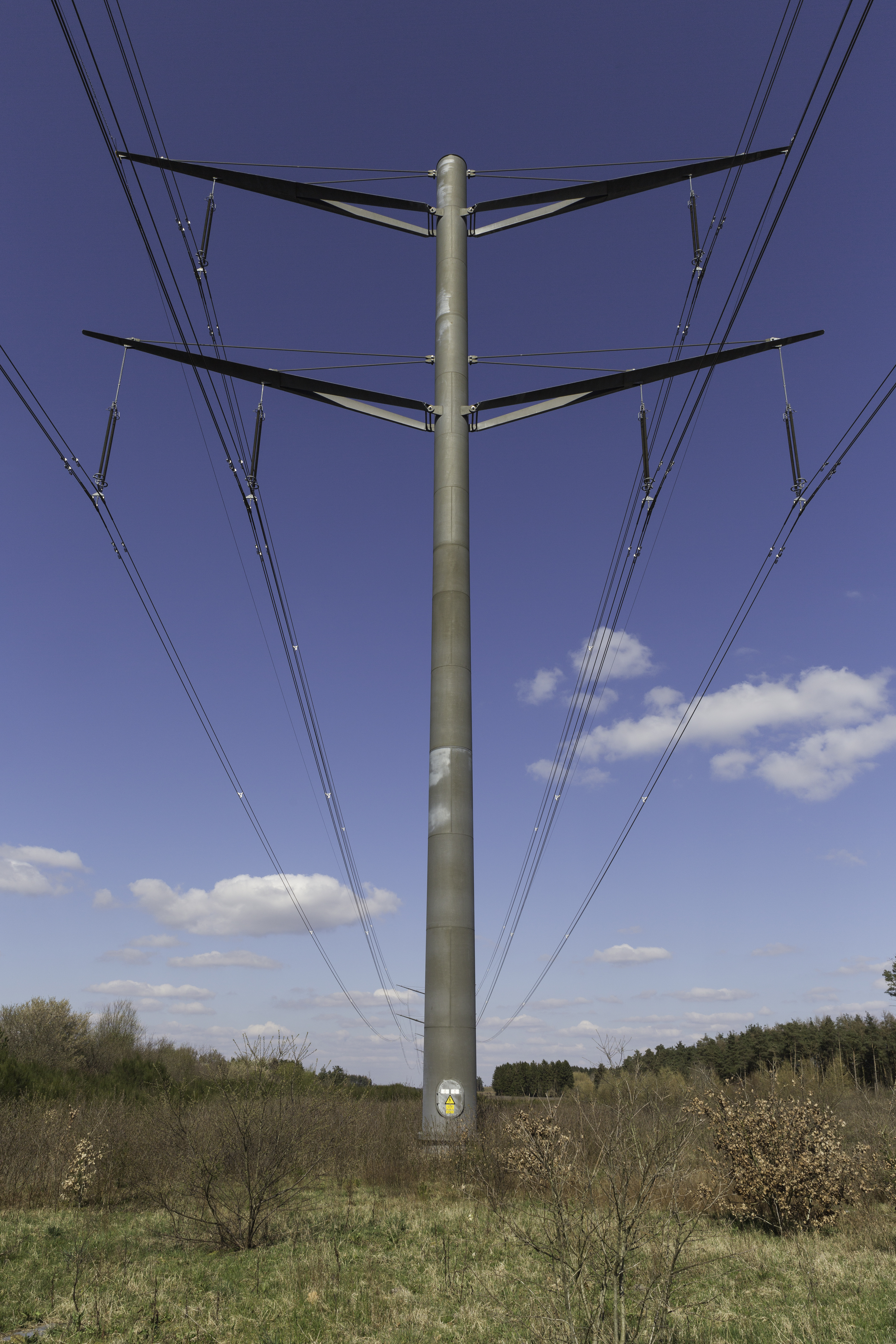
Eaglemast, Denemarken, 400kVbatter
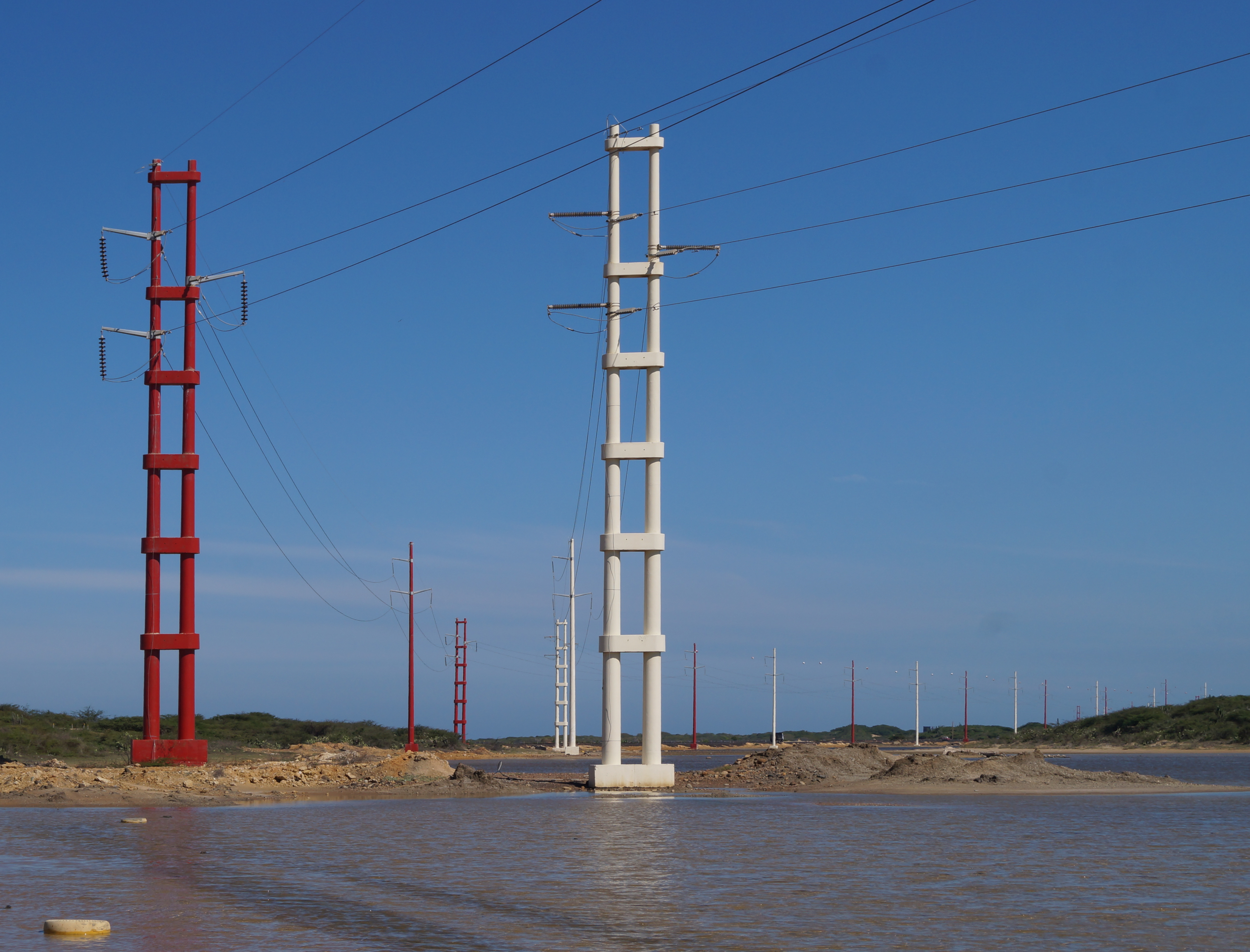
Twee hoekmasten met dubbele buis, Venezuela
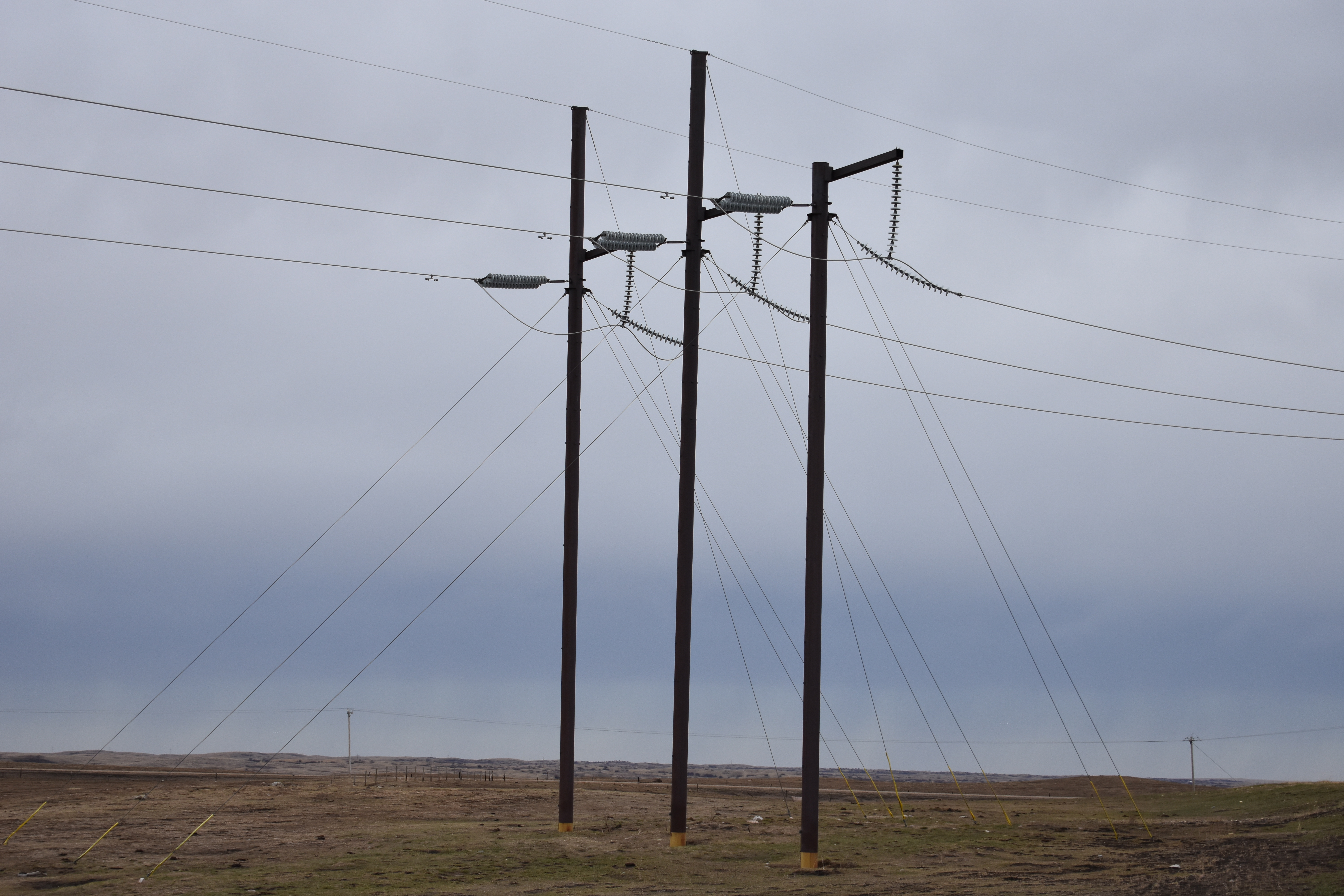
Eengeleiderafspanmasten, geschoord, Canada, 230kV
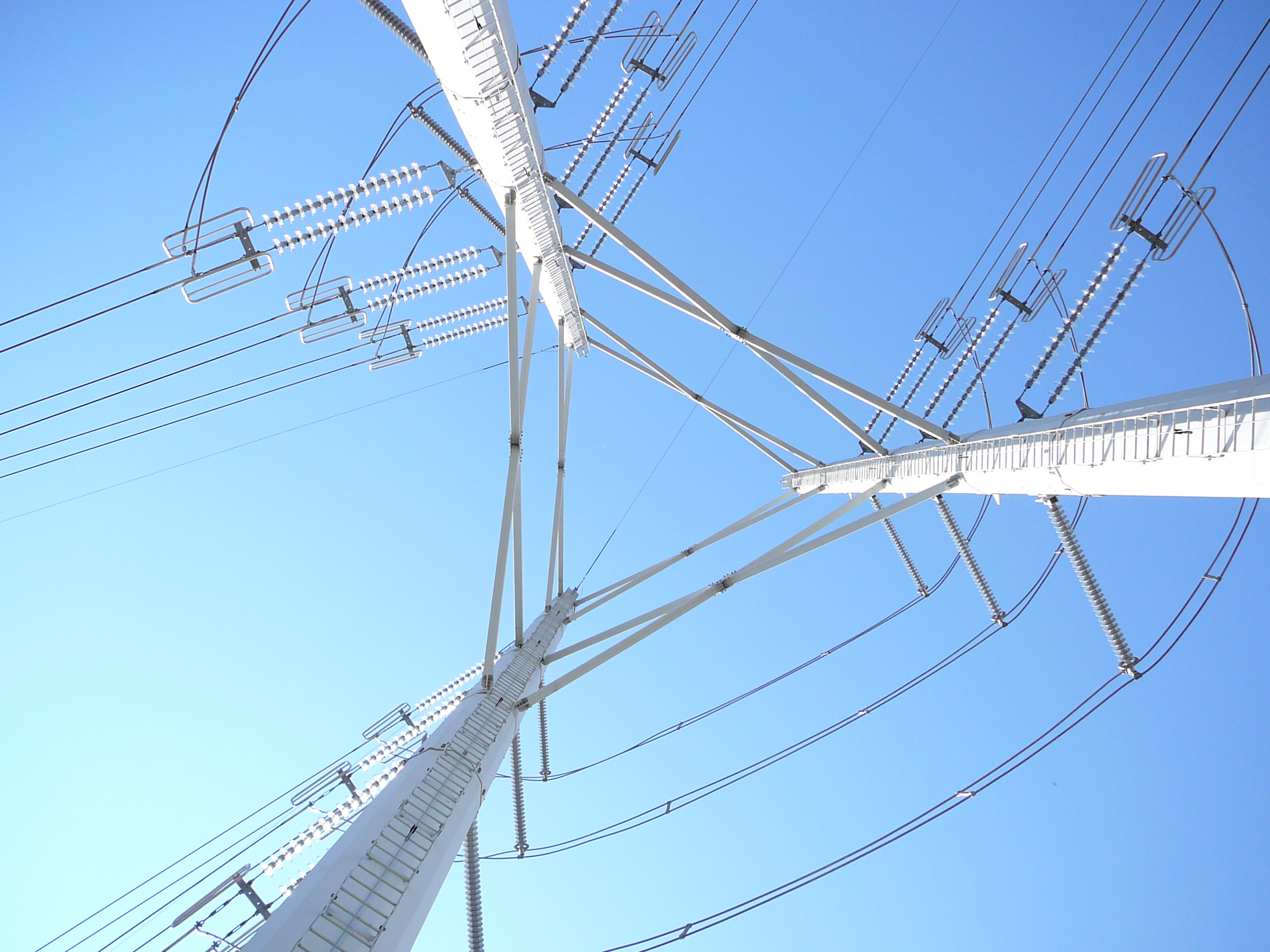
Hoekmast bestaand uit drie buismasten, Canada
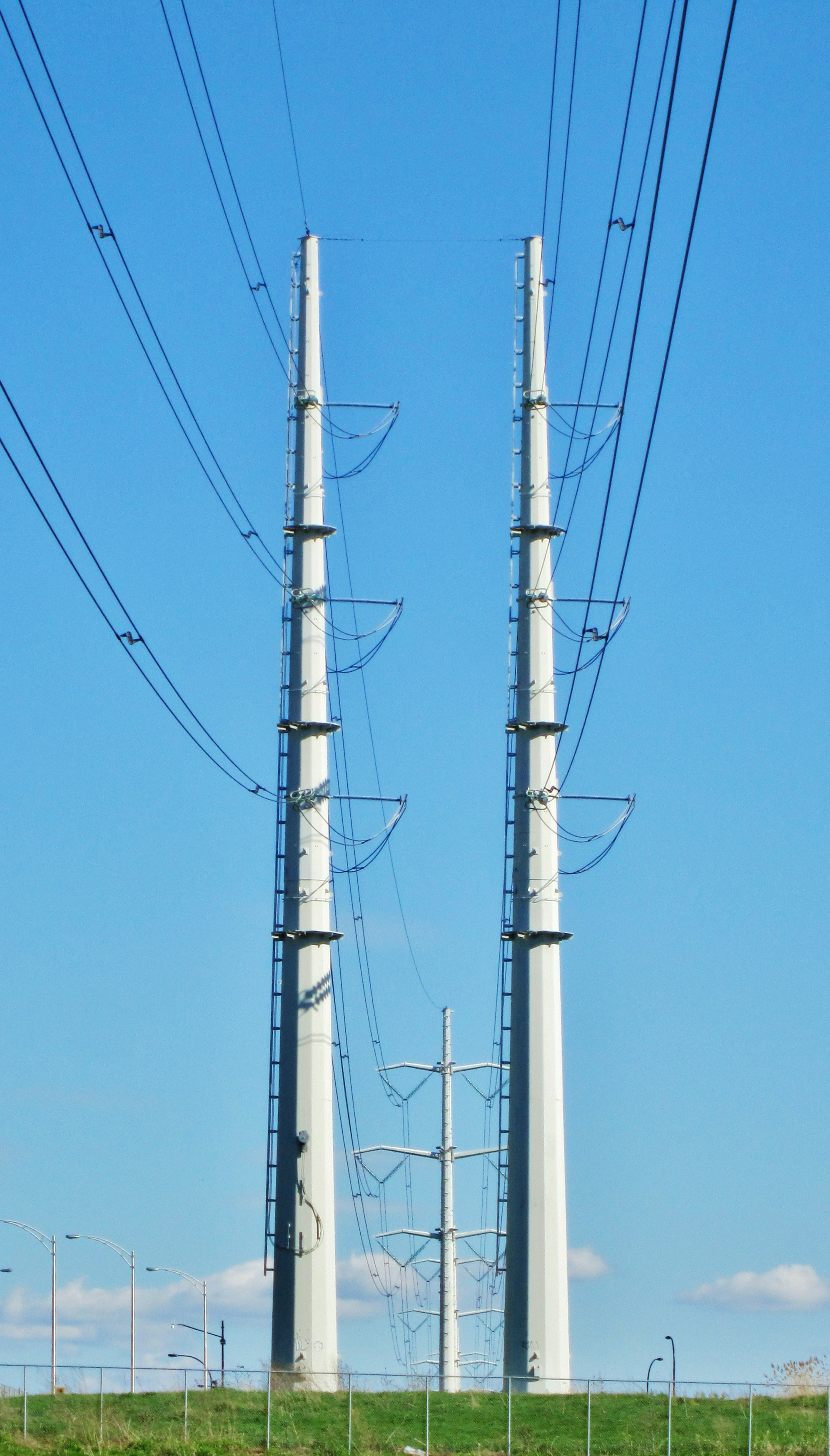
Dubbele buismast in Canada